# Граднишка река
Граднишка река (Боазка река) е река в Северна България, област Ловеч – община Априлци и област Габрово – община Севлиево, десен приток на река Видима, от басейна на Янтра. Дължината ѝ е 21 km.
Граднишка река извира от южните склонове на Черновръшки рид, на 1004 m н.в., северно от махала Чакърите, на град Априлци. В началото тече на юг, при махала Пиперите завива на изток, а при махала Лумпарите на север и пресича Черновръшки рид в дълбока и гориста долина. След село Боазът долината ѝ се разширява и източно от село Градница, на 243 m н.в. се влива отдясно в река Видима.
Площта на водосборния басейн на Граднишка река е 23 km², което представлява 4,5% от водосборния басейн на Видима.
Основни притоци са Свински дол (ляв) и Левица (десен).
По течението на реката в община Севлиево са разположени 3 села: Боазът, Столът и Градница. В долното течение водите на реката се използват за напояване.

## Топографска карта
- Лист от карта K-35-38. Мащаб: 1 : 100 000.